# Spongyabob Kockanadrág (1. évad)
A SpongyaBob Kockanadrág első évada 1999. május 1-jén debütált, de rendszeres adásba csak július 17-étől került. Az első epizódok: Alkalmazott kerestetik/Fenéktakarítás és Meghívás teára. Húsz epizód készült, a legutolsó a Horgok/Erőverő és Kobaka 2. volt 2000. április 8-án. DVD-n legelőször 2003-ban jelent meg, ezen jogi problémák miatt nem szerepelt az Alkalmazott kerestetik, de a harmadik évad lemezein megtalálható volt.

## Epizódok
| 1  | „Alkalmazott kerestetik” | „Help Wanted”                    | Stephen Hillenburg, Derek Drymon, Tim Hill                             | 1999. május 1.       |  |  |  |
| 1  | Spongyabob elhatározza, hogy jelentkezik állásra a Rozsdás Ráktanyába. Rák úr felajánlja, hogy felveszi, ha hoz egy Rák úr által kitalált húslapátot. Hamarosan viszont szardellák lepik el az éttermet, és Rák úr valamint a pénztáros Tunyacsáp sorsa Spongyabob kezében van.                                                                                               |                                  |                                                                        | 1999. május 1.       |  |  |  |
| 1  | |                                  |                                                                        | 1999. május 1.       |  |  |  |
| 1  | „Fenéktakarítás” | „Reef Blower”                    | Stephen Hillenburg, Derek Drymon, Tim Hill                             | 1999. május 1.       |  |  |  |
| 1  | Tunyacsáp eltávolít egy kagylót a tiszta udvaráról Spongyabobéra, aki viszont nagy küzdelembe kerül a kagylóval. |                                  |                                                                        | 1999. május 1.       |  |  |  |
| 1  | |                                  |                                                                        | 1999. május 1.       |  |  |  |
| 1  | „Meghívás teára” | „Tea at the Treedome”            | Paul Tibbitt, Peter Burns, Mr. Lawrence                                | 1999. május 1.       |  |  |  |
| 1  | Spongyabob megismerkedik Szandival, aki meghívja teára a levegővel teli házába. Spongyabob kezdetben jó mókának képzeli, ám később rájön, hogy nem bírja nagyon víz nélkül. |                                  |                                                                        | 1999. május 1.       |  |  |  |
|    | |                                  |                                                                        |                      |  |  |  |
| 2  | „Buborékfújás” | „Bubblestand”                    | Ennio Torresan, Erik Wiese, Stephen Hillenburg, Derek Drymon, Tim Hill | 1999. július 17.     |  |  |  |
| 2  | Spongyabob és Patrik buborékokat fújnak egy különleges technikával. Tunyacsápot eleinte idegesít ez a bolondság, de mikor kezdőnek nevezik dühös lesz, és megpróbál buborékot fújni. |                                  |                                                                        | 1999. július 17.     |  |  |  |
| 2  | |                                  |                                                                        | 1999. július 17.     |  |  |  |
| 2  | „Az elszakadt nadrág” | „Ripped Pants”                   | Paul Tibbitt, Peter Burns, Mr. Lawrence                                | 1999. július 17.     |  |  |  |
| 2  | Spongyabob próbál szintén figyelemfelkeltő lenni amit súlyzózás közben próbál ki, és azzal sikerül is, amikor elszakad a nadrágja. Ezután Spongyabob elkezd ezzel viccelődni, de már kezd túlzásokba is esni. |                                  |                                                                        | 1999. július 17.     |  |  |  |
|    | |                                  |                                                                        |                      |  |  |  |
| 3  | „Medúzahalászat” | „Jellyfishing”                   | Steven Fonti, Chris Mitchell, Peter Burns, Tim Hill                    | 1999. július 31.     |  |  |  |
| 3  | Spongyabob és Patrik elviszik a balesetet szenvedett Tunyacsápot medúzahalászatra |                                  |                                                                        | 1999. július 31.     |  |  |  |
| 3  | |                                  |                                                                        | 1999. július 31.     |  |  |  |
| 3  | „Plankton!” | „Plankton!”                      | Ennio Torresan, Erik Wiese, Mr. Lawrence                               | 1999. július 31.     |  |  |  |
| 3  | Spongyabob megismeri a Rozsdás Rákolló ellenségét, Planktont, aki Spongyabob agyát irányítva próbálja megszerezni a herkentyűburger titkos receptjét. |                                  |                                                                        | 1999. július 31.     |  |  |  |
|    | |                                  |                                                                        |                      |  |  |  |
| 4  | „Rosszcsont szomszédok” | „Naughty Nautical Neighbors”     | Sherm Cohen, Aaron Springer, Mr. Lawrence                              | 1999. augusztus 7.   |  |  |  |
| 4  | Spongyabob és Patrik buborékokon át beszélgetnek egymással. Tunyacsápnak elege van ebből, és összeveszíti a két jó barátot. Terve visszafelé sül el, mert mindketten az ő legjobb barátai szeretnének lenni ezután. |                                  |                                                                        | 1999. augusztus 7.   |  |  |  |
| 4  | |                                  |                                                                        | 1999. augusztus 7.   |  |  |  |
| 4  | „A vizsga” | „Boating School”                 | Ennio Torresan, Erik Wiese, Mr. Lawrence                               | 1999. augusztus 7.   |  |  |  |
| 4  | Spongyabob ismét megbukik a motorcsónakvezetési vizsgán és ezért nagyon elkeseredett. Ám Patriknak az az ötlete támad, hogy Spongyabob fejébe berak egy adóvevőt és Spongyabob házából irányítja Spongyabobot vezetés közben. |                                  |                                                                        | 1999. augusztus 7.   |  |  |  |
|    | |                                  |                                                                        |                      |  |  |  |
| 5  | „Pizza házhozszállítás” | „Pizza Delivery”                 | Sherm Cohen, Aaron Springer, Peter Burns                               | 1999. augusztus 14.  |  |  |  |
| 5  | Egy hal pizzát rendel a Rozsdás Ráktanyából, ezért Rák úr összedob egyet és kiszállíttatja Tunyacsáppal és Spongyabobbal. Ám Tunya Spongyabobra bízza a vezetést, ám így eltévednek és nem találják a hazautat. |                                  |                                                                        | 1999. augusztus 14.  |  |  |  |
| 5  | |                                  |                                                                        | 1999. augusztus 14.  |  |  |  |
| 5  | „Otthon, édes ananász” | „Home Sweet Pineapple”           | Ennio Torresan, Erik Wiese, Mr. Lawrence                               | 1999. augusztus 14.  |  |  |  |
| 5  | Spongyabob házát majdnem teljesen elpusztítják a fonalférgek. Spongyabob hazaköltözne a szüleihez, de Patrik próbálja Bikinifenéken tartani, így megpróbálnak házat építeni majd Patrik vendégül látja Spongyabobot. |                                  |                                                                        | 1999. augusztus 14.  |  |  |  |
|    | |                                  |                                                                        |                      |  |  |  |
| 6  | „Erőberő és Kobaka” | „Mermaidman and Barnacleboy”     | Paul Tibbitt, Mark O'Hare, Mr. Lawrence                                | 1999. augusztus 21.  |  |  |  |
| 6  | Spongyabob és Patrik Tunyacsáptól megtudják, hogy kedvenc szuperhőseik, Erőberő és Kobaka visszavonultak és egy közeli öregek otthonában élnek. Spongyabob úgy dönt, megpróbálja Patrikkal visszahozni a két szuperhőst. |                                  |                                                                        | 1999. augusztus 21.  |  |  |  |
| 6  | |                                  |                                                                        | 1999. augusztus 21.  |  |  |  |
| 6  | „Uborka” | „Pickles”                        | Steven Fonti, Chris Mitchell, Peter Burns                              | 1999. augusztus 21.  |  |  |  |
| 6  | Spongyabob régi rosszakarója, a mindig éhes Simlis Südi rendel egy Herkentyűburgert, de szerinte nincs benne uborka. Ezután Spongyabob teljesen elbizonytalanodik, és mindennek elfelejti a használatát. Ebből a helyzetből csak Rák úr tudja visszahozni. |                                  |                                                                        | 1999. augusztus 21.  |  |  |  |
|    | |                                  |                                                                        |                      |  |  |  |
| 7  | „Az osztály rendfelelőse” | „Hall Monitor”                   | Chuck Klein, Jay Lender, Mr. Lawrence                                  | 1999. augusztus 28.  |  |  |  |
| 7  | Puff asszony kinevezi Spongyabobot a motorcsónakvezető iskolában az osztály rendfelelősének, ám Spongyabob túl sokáig köszöni a lehetőséget. Ám Puff asszony megszánja, és megengedi, hogy Spongyabob hordja a ruhát másnapig. Ám Spongyabob a rend megteremtése következtében gondokat okoz, majd Patrikkal egy notórikus bűnöző után ered, aki igazából éppen maga.         |                                  |                                                                        | 1999. augusztus 28.  |  |  |  |
| 7  | |                                  |                                                                        | 1999. augusztus 28.  |  |  |  |
| 7  | „Medúzaőrület” | „Jellyfish Jam”                  | Ennio Torresan, Erik Wiese, Peter Burns                                | 1999. augusztus 28.  |  |  |  |
| 7  | Spongyabob egy medúzavadászat után befogad egy tőle el nem szakadó medúzát. Otthon nagy bulit tartanak, ám a medúzának ez nagyon megtetszik és elhívja a barátait is, ami miatt hamarosan medúzák lepik el Spongyabob lakását. |                                  |                                                                        | 1999. augusztus 28.  |  |  |  |
|    | |                                  |                                                                        |                      |  |  |  |
| 8  | „Szandi űrhajója” | „Sandy's Rocket”                 | Sherm Cohen, Aaron Springer, Peter Burns                               | 1999. szeptember 4.  |  |  |  |
| 8  | Szandi a Holdra készül, és noszogatásra Spongyabobot is magával akarja vinni. Este Spongyabob és Patrik űrlény elleni szerrel akarja befújni Szandi űrhajójának ablakait, ám hamarosan elindítják az űrhajót. A Bikinifenékre visszazuhanva azt hiszik, hogy a Holdon vannak és mindenkit elfognak, mivel mindenkit holdlakónak néznek.                                       |                                  |                                                                        | 1999. szeptember 4.  |  |  |  |
| 8  | |                                  |                                                                        | 1999. szeptember 4.  |  |  |  |
| 8  | „Nyikorgó csizma” | „Squeaky Boots”                  | Steven Fonti, Chris Mitchell, Mr. Lawrence                             | 1999. szeptember 4.  |  |  |  |
| 8  | Rák úr Pearl-nek vesz egy csizmát szülinapjára, ám Pearl-nek nem tetszik. Ezután Rák úr odaadta Spongyabobnak, aki folyton hordja, és a csizma nyikorgása idegesíteni kezdi Rák urat, aki megpróbál megszabadulni a csizmától. |                                  |                                                                        | 1999. szeptember 4.  |  |  |  |
|    | |                                  |                                                                        |                      |  |  |  |
| 9  | „A természet lágy ölén” | „Nature Pants”                   | Paul Tibbitt, Mark O'Hare, Peter Burns                                 | 1999. szeptember 11. |  |  |  |
| 9  | SpongyaBob úgy dönt, hogy mindenét hátra hagyja és medúzaként fog élni. Ám később rájön, hogy mégsem olyan túl jó a medúza élet, barátainak pedig hiányozni kezd. Főleg Patriknak, aki még vadászni is kezd Spongyára. |                                  |                                                                        | 1999. szeptember 11. |  |  |  |
| 9  | |                                  |                                                                        | 1999. szeptember 11. |  |  |  |
| 9  | „Fordított nap” | „Opposite Day”                   | Chuck Klein, Jay Lender, Mr. Lawrence                                  | 1999. szeptember 11. |  |  |  |
| 9  | Tunyacsáp el akar költözni Bikinifenékről, de fél, hogy senki nem veszi meg a házát idegesítő szomszédai miatt.. Ezért Tunyacsáp félre akarja vezetni az ingatlanközvetítőt, és elhiteti SpongyaBobbal, hogy fordított nap van, tehát minden embernek az ellenkezőjét kell csinálnia, mint amit szokott.                                                                      |                                  |                                                                        | 1999. szeptember 11. |  |  |  |
|    | |                                  |                                                                        |                      |  |  |  |
| 10 | „Kultúrsokk” | „Culture Shock”                  | Paul Tibbitt, Mark O'Hare, Mr. Lawrence                                | 1999. szeptember 18. |  |  |  |
| 10 | A Rozsdás Rákollóba egyre kevesebben járnak, ezért Rák uramék ki akarnak találni valami közönségcsalogatót. Tunyacsáp ezért csinál egy tehetségkutatót, amit igazából saját népszerűvé tevése miatt csinál. Időközben Spongyabob is szeretne fellépni, ám Tunyacsáp ötleteit butaságnak találja.                                                                              |                                  |                                                                        | 1999. szeptember 18. |  |  |  |
| 10 | |                                  |                                                                        | 1999. szeptember 18. |  |  |  |
| 10 | „Móka” | „F.U.N.”                         | Sherm Cohen, Aaron Springer, Peter Burns                               | 1999. szeptember 18. |  |  |  |
| 10 | SpongyaBob megsajnálja Planktont, és barátkozni próbál vele. Plankton eleinte nem akarja, de Karen ráébreszti, hogy így megkaparinthatja a herkentyűburgert. Plankton később viszont tényleg kezdi megkedvelni a mókázást. |                                  |                                                                        | 1999. szeptember 18. |  |  |  |
|    | |                                  |                                                                        |                      |  |  |  |
| 11 | „Spongyabob, az izompacsirta” | „MuscleBob BuffPants”            | Ennio Torresan, Erik Wiese, Mr. Lawrence                               | 1999. szeptember 25. |  |  |  |
| 11 | SpongyaBob izmos akar lenni, ám a Szandi-féle kemény edzésmódszer helyett inkább vesz felfújható műizmokat. Csakhogy a karokkal semmit sem tud felemelni, ám ez nem okoz gondot, egészen míg Szandi be nem nevezi egy horgonyhajító versenyre. |                                  |                                                                        | 1999. szeptember 25. |  |  |  |
| 11 | |                                  |                                                                        | 1999. szeptember 25. |  |  |  |
| 11 | „Tunyacsáp, a barátságtalan szellem” | „Squidward the Unfriendly Ghost” | Sherm Cohen, Aaron Springer, Peter Burns                               | 1999. szeptember 25. |  |  |  |
| 11 | SpongyaBob és Patrik tönkretette Tunyacsáp szobrát, és azt hiszik, hogy megölték őt. Ezért, mikor az igazi Tunyacsáp tetőtől talpig fehérben megjelenik előttük, azt hiszik, hogy szellem. Tunyacsáp ezt kihasználja, és Spongyáék teljesítik minden kívánságát. Ekkor SpongyaBob és Patrik Tunyacsáp "szellemének" túlvilágra segítésére megpróbálják eltemetni Tunyacsápot. |                                  |                                                                        | 1999. szeptember 25. |  |  |  |
|    | |                                  |                                                                        |                      |  |  |  |
| 12 | „A kísérő” | „The Chaperone”                  | Sherm Cohen, Aaron Springer, Peter Burns                               | 1999. október 2.     |  |  |  |
| 12 | Pearl-t elhagyta a barátja, ezért SpongyaBob kíséri el a szalagavató bálra. SpongyaBob felkészül az estére, például: még hosszabb lábakat csinál, ám ezekkel csak még inkább elszúr dolgokat. |                                  |                                                                        | 1999. október 2.     |  |  |  |
| 12 | |                                  |                                                                        | 1999. október 2.     |  |  |  |
| 12 | „A hónap dolgozója” | „Employee of The Month”          | Paul Tibbitt, Mr. Lawrence                                             | 1999. október 2.     |  |  |  |
| 12 | SpongyaBob újra keményen dolgozik a hónap dolgozója díjért, főleg mikor megtudja Rák úrtól, hogy Tunyacsápnak is nagy esélye van. Tunyacsápot igazából nem érdekli az egész, de később mégis beszáll a küzdelembe. |                                  |                                                                        | 1999. október 2.     |  |  |  |
|    | |                                  |                                                                        |                      |  |  |  |
| 13 | „Ijesztgetés” | „Scaredy Pants”                  | Paul Tibbitt, Peter Burns                                              | 1999. október 28.    |  |  |  |
| 13 | SpongyaBob megunja, hogy mindenki megijeszti Halloween-kor, ezért Patrikkal beöltözteti magát Bolygó Hollandinak, és mindenkit meg akar ijeszteni a Rozsdás Rákolló Halloween-i buliján. |                                  |                                                                        | 1999. október 28.    |  |  |  |
| 13 | |                                  |                                                                        | 1999. október 28.    |  |  |  |
| 13 | „Amikor én is Csigusz lettem” | „I Was A Teenage Gary”           | Steven Fonti, Chris Mitchell, Mr. Lawrence                             | 1999. október 28.    |  |  |  |
| 13 | SpongyaBob 3 napra Tunyacsápra bízza Csiguszt, ám Tunya nem törődik a csigával, aki ezért beteg lesz. Az orvos csigaplazmát javasol, ám ezt véletlenül SpongyaBob kapja meg, aki ettől csigává válik. |                                  |                                                                        | 1999. október 28.    |  |  |  |
|    | |                                  |                                                                        |                      |  |  |  |
| 14 | „SB-129” | „SB-129”                         | Aaron Springer, Erik Wiese, Mr. Lawrence                               | 1999. december 1.    |  |  |  |
| 14 | Tunyacsáp elmenekül SpongyaBob és Patrik elől, akik medúzavadászatra akarják vinni. Éppen a Rozsdás Rákolló hűtőkamrájába menekül, ahol viszont 2000 évig marad és SpongyaTron, SpongyaBob jövőbeli robot énje talál rá. Később Tunyacsáp a múltba akar menni, ám visszamegy a kőkorszakba, SpongyaBob és Patrik elődeihez.                                                   |                                  |                                                                        | 1999. december 1.    |  |  |  |
| 14 | |                                  |                                                                        | 1999. december 1.    |  |  |  |
| 14 | „Karateütések” | „Karate Choppers”                | Aaron Springer, Erik Wiese, Merriwether Williams                       | 1999. december 1.    |  |  |  |
| 14 | SpongyaBob és Szandi egyre többet karatézik, ám SpongyaBob a munkahelyén is karatézik. Rák úr viszont megtiltja neki a karatét, különben kirúgja. SpongyaBob és Szandi ezért megpróbálnak más szórakozást találni, nem túl sok sikerrel. |                                  |                                                                        | 1999. december 1.    |  |  |  |
|    | |                                  |                                                                        |                      |  |  |  |
| 15 | „Az álmok birodalma” | „Sleepy Time”                    | Paul Tibbitt, Ennio Torresan, Mr. Lawrence                             | 2000. január 17.     |  |  |  |
| 15 | Spongyabob éppen álmodik, ám véletlenül kirepül belőle, ezért meglátogatja Csigusz, Patrik, Tunyacsáp, Szandi, Pearl, Rák úr és Plankton álmát is. |                                  |                                                                        | 2000. január 17.     |  |  |  |
| 15 | |                                  |                                                                        | 2000. január 17.     |  |  |  |
| 15 | „Szappankór” | „Suds”                           | Paul Tibbitt, Ennio Torresan, Mr. Lawrence                             | 2000. január 17.     |  |  |  |
| 15 | Spongyabob este nyitva hagyja a hűtőt, ezért elkapja a szappan kórt. Szandi indul hogy elvigye az orvoshoz, ám Patrik elmondja, hogy az orvosnál szörnyű dolgok történnek, és ezért Patrik doktor gyógymódjait próbálják ki. |                                  |                                                                        | 2000. január 17.     |  |  |  |
|    | |                                  |                                                                        |                      |  |  |  |
| 16 | „Valentin-nap” | „Valentine's Day”                | Chuck Klein, Jay Lender, Merriwether Williams                          | 2000. február 14.    |  |  |  |
| 16 | Spongyabob Patriknak egy csokiból készült szív alakú légballont akar adni szülinapjára, amit Szandi segítségével akar a vidámparkba juttatni. Ám a tervet veszélyezteti pár csokievő kagyló, így Spongyabob kigondol egy B tervet. |                                  |                                                                        | 2000. február 14.    |  |  |  |
| 16 | |                                  |                                                                        | 2000. február 14.    |  |  |  |
| 16 | „A papír” | „The Paper”                      | Chuck Klein, Jay Lender, Mr. Lawrence                                  | 2000. február 14.    |  |  |  |
| 16 | Tunyacsáp eldob egy szemétnek tartott papírt, amivel viszont Spongyabob nagyon jól szórakozik. Ezt megtudva Tunyacsáp megpróbál jobb dolgokat csinálni, majd megszerezni a papírt. |                                  |                                                                        | 2000. február 14.    |  |  |  |
|    | |                                  |                                                                        |                      |  |  |  |
| 17 | „Kincsvadászat” | „Arrgh!”                         | Sherm Cohen, Vincent Waller, Merriwether Williams                      | 2000. március 15.    |  |  |  |
| 17 | Spongyabob és Patrik játékának rabja lesz Rák úr, majd eldönti, hogy valójában is elindul kincset keresni, Spongyabobék pedig segítenek neki. |                                  |                                                                        | 2000. március 15.    |  |  |  |
| 17 | |                                  |                                                                        | 2000. március 15.    |  |  |  |
| 17 | „Sziklafenék” | „Rock Bottom”                    | Paul Tibbitt, Ennio Torresan, David Fain                               | 2000. március 15.    |  |  |  |
| 17 | Spongyabob és Patrik a kesztyűparkból véletlenül Sziklafenékre mennek, ahonnan Patrik később hazajut, de Spongyabob ott ragad. Spongyabobnak meggyűlik a baja a tömegközlekedéssel, hiszen a busz mindig direkt elmegy nélküle, a Sziklafenékből hazavezető út pedig függőleges.                                                                                              |                                  |                                                                        | 2000. március 15.    |  |  |  |
|    | |                                  |                                                                        |                      |  |  |  |
| 18 | „Texas” | „Texas”                          | Sherm Cohen, Vincent Waller, David Fain                                | 2000. március 22.    |  |  |  |
| 18 | Szandi úgy dönt, hogy a nagy honvágya miatt hazamegy Texasba. Patrik ötlete alapján készítenek a Rozsdás Rákollóban egy Texasi partit, miközben Spongyáék megpróbálják odacsalogatni Szandit azzal, hogy szidják Texast. |                                  |                                                                        | 2000. március 22.    |  |  |  |
| 18 | |                                  |                                                                        | 2000. március 22.    |  |  |  |
| 18 | „Sétafika / Nagy álmok” | „Walking Small”                  | Aaron Springer, Erik Wiese, Mr. Lawrence                               | 2000. március 22.    |  |  |  |
| 18 | Plankton egy új éttermet, a Megavödröt akarja megépíteni a strand helyén de túl kicsi ehhez. Ekkor úgy dönt, hogy Spongyabobot rámenőssé teszi, és felhasználja a strand kiürítésére. |                                  |                                                                        | 2000. március 22.    |  |  |  |
|    | |                                  |                                                                        |                      |  |  |  |
| 19 | „Április bolondja” | „Fools In April”                 | Aaron Springer, Erik Wiese, Merriwether Williams                       | 2000. április 1.     |  |  |  |
| 19 | Április elseje van, és Spongyabob ilyenkor mindenkit megviccel. Ez idegesíti Tunyacsápot, ezért egy számára vicces durvaságot csinál Spongyabobbal, amitől Spongyabob sírni kezd és hazarohan. Tunyacsáp ekkor megpróbál bocsánatot kérni tőle, bár ez nem is olyan könnyű.                                                                                                   |                                  |                                                                        | 2000. április 1.     |  |  |  |
| 19 | |                                  |                                                                        | 2000. április 1.     |  |  |  |
| 19 | „Neptun húslapátja” | „Neptune's Spatula”              | Chuck Klein, Jay Lender, David Fain                                    | 2000. április 1.     |  |  |  |
| 19 | Spongyabob véletlenül kihúzza a múzeumban a makrélából Neptun arany húslapátját, ezért ő lesz Neptun király új szakácsa. Ám Neptun nem bízik Spongyabobban, ezért egy versenyre hívja ki: ha Spongyabob előbb süt herkentyűburgert, akkor főszakács lesz, ha viszont veszít, akkor abba kell hagynia a főzést.                                                                |                                  |                                                                        | 2000. április 1.     |  |  |  |
|    | |                                  |                                                                        |                      |  |  |  |
| 20 | „Horgok” | „Hooky”                          | Sherm Cohen, Vincent Waller, Merriwether Williams                      | 2000. április 8.     |  |  |  |
| 20 | Rák úr észreveszi, hogy újra megjelentek a horgok, amik kihúzzák a felszínre az élőlényt és megeszik vagy ajándékboltba rakják. Spongyabob eleinte fél a horgoktól, de Patrik megmutatja, hogy mégsem annyira veszélyesek. Spongyabob pedig addig játszik a horgokkal, mígy véletlenül rá nem akad egyre.                                                                     |                                  |                                                                        | 2000. április 8.     |  |  |  |
| 20 | |                                  |                                                                        | 2000. április 8.     |  |  |  |
| 20 | „Erőberő és Kobaka 2.” | „Mermaidman and Barnacleboy II.” | Chuck Klein, Jay Lender, Mr. Lawrence                                  | 2000. április 8.     |  |  |  |
| 20 | Spongyabob megnyeri a jelzőkürtöt, mellyel bármikor segítségül hívhatja kedvenc szuperhőseit, Erőberőt és Kobakát. Kezdetben a szuperhősök elvégezik a kis feladatokat, de túlságos elfáradnak és elteszik a kürtöt, de cserébe elviszik Spongyabobot járőrözni. |                                  |                                                                        | 2000. április 8.     |  |  |  |
|    | |                                  |                                                                        |                      |  |  |  |

## Lásd még
- A Spongyabob Kockanadrág epizódjainak listája
- Spongyabob Kockanadrág (2. évad)
- Spongyabob Kockanadrág (3. évad)
- Spongyabob Kockanadrág (4. évad)
- Spongyabob Kockanadrág (5. évad)
- Spongyabob Kockanadrág (6. évad)